# Plectris antennalis
Plectris antennalis är en skalbaggsart som beskrevs av Moser 1924. Plectris antennalis ingår i släktet Plectris och familjen Melolonthidae. Inga underarter finns listade i Catalogue of Life.